# كارلوس مالكوم
كارلوس مالكوم (بالإنجليزية: Carlos Malcolm)‏ هو فنان جامايكي، ولد في 1935 في بنما.